# Brontoscorpio
Brontoscorpio anglicus war eine Gattung der Skorpione, die im oberen Silur lebte. Bisher ist lediglich ein einziges Fossil bekannt, der isolierte bewegliche Scherenfinger eines Pedipalpus, der bei Trimpley in Worcestershire (England) entdeckt wurde. Auf Grund der sehr spärlichen Fundlage wird die Beschreibung als eigene Gattung und Art nicht von allen Autoren als sinnvoll angesehen.

## Merkmale
Der gefundene Scherenfinger gehört zum rechten Pedipalpus, ist fast vollständig, gekrümmt und 9,75 Zentimeter lang. Nur an der Spitze fehlen wahrscheinlich etwa 2,5 Millimeter. Seine Basis ist dreieckig und 2 Zentimeter breit sowie 2,7 Zentimeter hoch. Seine Innenseite ist mit zahlreichen runden Knötchen besetzt, die von zwei bis drei Reihen an den Enden bis zu sechs Reihen in der Mitte variieren. Die Außenseite weist einen deutlichen Grat mit mehreren Höckern im basalen Teil sowie weiteren unregelmäßig verteilten Höckern auf beiden Seiten im hinteren Bereich des Fingers auf. Der Finger inserierte im Gegensatz zu denen moderner Skorpione mit einem einfachen Gelenk an der spitzen Seite der Basis, während die Muskulatur an der flachen Seite ansetzte. Die Gesamtlänge des Tiers wurde aufgrund von Vergleichen mit heutigen Skorpionen auf 77 bis 94 Zentimeter geschätzt.

## Lebensweise
Brontoscorpio wurde in terrestrischen Sedimenten gefunden, allerdings wird vermutet, dass er auf Grund seiner Größe zumindest für die Häutung ins Wasser gehen musste, möglicherweise aber auch insgesamt amphibisch oder aquatisch gelebt hat. Seine Größe könnte beim Landgang von Vorteil gewesen sein, da große Tiere auf Grund der im Verhältnis zum Volumen kleineren Oberfläche und der daraus resultierenden geringeren Verdunstung ihren Wasserhaushalt leichter aufrecht halten können.